# Eastbridge
Eastbridge var en civil parish fram till 1934 då den blev en del av Burmarsh, i grevskapet Kent, i England. Civil parish var belägen 12 km från Ashford och hade 66 invånare år 1931. Byn nämndes i Domedagsboken (Domesday Book) år 1086, och kallades då Estbrie.